# Thyregod Station
Thyregod Station er en dansk jernbanestation i stationsbyen Thyregod i Sydjylland. Stationen ligger på jernbanestrækningen Vejle-Holstebro-banen.

## Historie
Stationen blev åbnet 1. januar 1914 som en del af Give-Herning Jernbane. Arkitekten bag Thyregod Station var Heinrich Wench.[kilde mangler]
16. maj 1929 blev Thyregod jernbaneknudepunkt, da Horsens-Tørring Banen blev forlænget hertil. DSB varetog også stationstjenesten for Horsens Vestbaner, som de nu kom til at hedde, da der samtidig blev åbnet en sidebane fra Rask Mølle til Ejstrupholm. 
Horsens Vestbaner indstillede persontrafikken i 1957 og blev helt nedlagt i 1962. Ved Odderbæk mellem Thyregod og Vesterlund er noget af banetracéet bevaret.
Thyregod Station ændrede status til trinbræt i 1973.[kilde mangler]